# 池田悠希
池田 悠希（いけだ ゆうき、1995年5月21日 - ）は、ジャパンラグビーリーグワンリコーブラックラムズ東京に所属するラグビー選手。

## プロフィール
- 大阪府出身[1]。
- ポジションはセンター(CTB)。
- 身長 186 cm、体重 98 kg
- 国体の大阪府代表に選ばれたことがある[2]。
- リーグ戦ベストフィフティーンに選ばれたことがある[3]。
- ジュニア・ジャパンに選ばれたことがある[4]。

## 来歴
4歳からラグビーを始めた。
2014年、東海大仰星高校卒業後、東海大学に入る。
2018年、東海大学卒業後、NTTコミュニケーションズシャイニングアークス(現・浦安D-Rocks)に加入。同年8月31日に行われたジャパンラグビートップリーグ第1節の神戸製鋼コベルコスティーラーズ戦にて途中出場で公式戦初出場を果たす。
2021年、リコーブラックラムズ東京に加入。